# Viola pyrenaica
Viola pyrenaica är en violväxtart. Viola pyrenaica ingår i släktet violer, och familjen violväxter.

## Underarter
Arten delas in i följande underarter:
- V. p. montserratii
- V. p. pyrenaica

## Bildgalleri

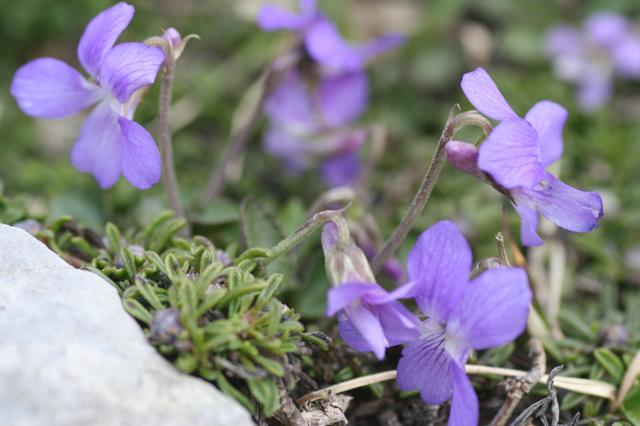
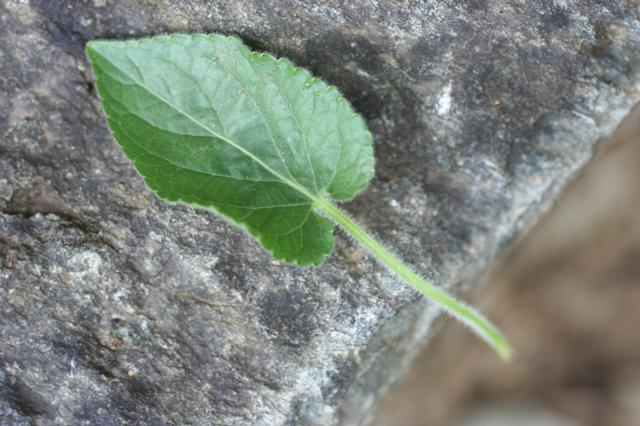
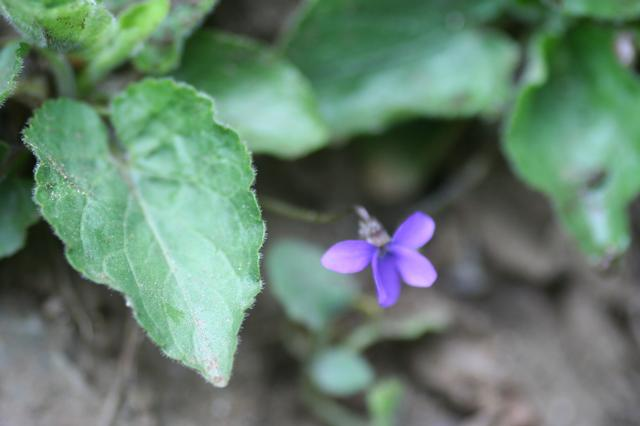
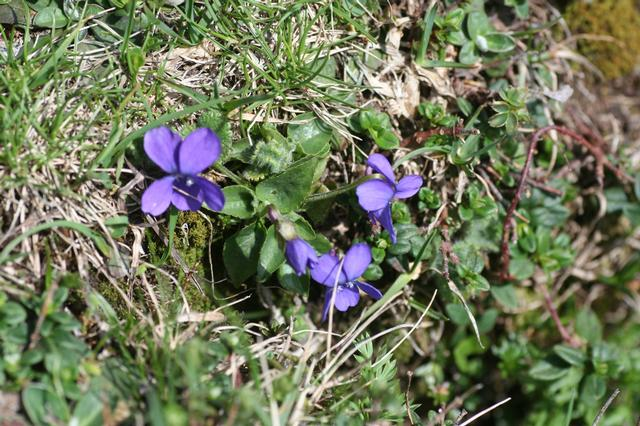